# پرئاسا
پرُئاسا دهستانی در استان آستوریاس اسپانیا است.
در این دهستان ۸۷۶ نفر زندگی می‌کنند. مساحت این دهستان ۷۶٫۷۹ کیلومتر مربع است.